# Academy of Music
L'Academy of Music è un teatro dell'opera di Filadelfia, il più antico degli Stati Uniti d'America. È sede principale del Pennsylvania Ballet e dell'Opera Company of Philadelphia. Fino al 2001 era sede anche dell'Orchestra di Filadelfia.

## Storia
L'edificio fu progettato dall'architetto francese Napoléon Le Brun e fu terminato nel 1857. La prima opera rappresentata fu Il trovatore di Verdi.
Fra i maggiori artisti che si sono esibiti in questo teatro, uno dei più prestigiosi d'America, ci sono Marian Anderson, Maria Callas, Enrico Caruso, Aaron Copland, Vladimir Horowitz, Gustav Mahler, Pietro Mascagni, Anna Pavlova, Luciano Pavarotti, Itzhak Perlman, Leontyne Price, Sergej Rachmaninov, Artur Rubinstein, Isaac Stern, Richard Strauss, Igor' Fëdorovič Stravinskij, Joan Sutherland, and Pëtr Il'ič Čajkovskij. Nel 1907 vi fu rappresentata Madama Butterfly con Enrico Caruso e Geraldine Farrar alla presenza di Giacomo Puccini.
Nel XXI secolo si sono esibiti anche artisti estranei alla musica classica, come Noel Gallagher nel 2011.
La sala ha circa 3.000 posti a sedere